# 稲田義行
稲田 義行（せだ よしゆき、1968年 - ）は、日本の高等学校教諭（社会科）。茨城県生まれ。立正大学大学院文学研究科修士課程修了。専攻は哲学。主にM.ハイデガーとその周辺を研究。茨城県立古河第三高等学校、茨城県立水海道第一高等学校を経て、2018年度から茨城県立境高等学校の教諭となる。
主に公民を教える。陰陽五行思想のほか、東洋思想、西洋思想にも造詣が深く、その解説のわかりやすさには定評がある。著書に『超雑学 読んだら話したくなる 幸運を招く陰陽五行』『まるわかり現代社会』(以上、日本実業出版社)、『癒しと救いの五行大義——現代の占技占術を支配する「陰陽五行の秘本」を読み解く』(現代書林)、『これならわかる倫理』(山川出版社)などがある。

## 人物[要出典]
- 古河市在住。既婚。
- 予備校等の模擬試験問題の作成も手掛けている。
- 試験の分析力が高い。特にセンター試験に関して定評がある。
- パソコンとプロジェクターを活用したIT授業を展開する。
- 大学院時代、沢田允茂によるカントの特講を受講した[2]。

## 著作
- 『現代に息づく陰陽五行』 （日本実業出版社、2003年）
- 『まるわかり現代社会』 （日本実業出版社、2003年）
- 『これならわかる倫理 ― 新課程用』 （山川出版社、2004年）
- （共著）『新資料 現社 '05』 （東京学習出版社、2005年）
- 『高校これでわかる現代社会 新課程版 (基礎からのシグマベスト)』（文英堂、2007年）
- 『センター倫理31テーマで188人の思想を理解して合格を決める (シグマベスト 大学入試の得点源)』（文英堂、2007年）
- 『センター試験対策倫理問題集』（山川出版社、2007年）
- 『超雑学 読んだら話したくなる　幸運を招く陰陽五行』（日本実業出版社、2010年）
- 『倫理基本問題集』（山川出版社、2011年）
- 『癒しと救いの五行大義 ―現代の占技占術を支配する「陰陽五行の秘本」を読み解く』（現代書林、2011年）
- 『現代に息づく陰陽五行【増補改訂版】』（日本実業出版社、2016年）